# 端锚聚合酶
端锚聚合酶（英語：tankyrase），由人TNKS基因编码的酶。它抑制TERF1与端粒DNA的结合。